# Ohlenstedt
Die Ortschaft Ohlenstedt (niederdeutsch Ohlenst) ist ein Stadtteil der Stadt Osterholz-Scharmbeck im Landkreis Osterholz in Niedersachsen mit ungefähr 600 Einwohnern.

## Geografische Lage
Ohlenstedt liegt etwa 9 km nördlich des Hauptortes Osterholz-Scharmbeck an der Kreisstraße 16.

## Geschichte
Die erste nachweisliche Erwähnung von Ohlenstedt ist durch eine Urkunde vom 13. März 1139 belegt. Den Status als eigenständige Gemeinde verlor Ohlenstedt im Zuge der niedersächsischen Gemeindereform am 1. März 1974.

## Wappen
Das Wappen, das neu erstellt werden musste, da die Gemeinde in früherer Zeit kein Wappen trug, besteht aus einem Wagenrad mit fünf Speichen. Auf den Speichen und in der Mitte des Wagenrads befinden sich die Namen der sechs Ortsteile Alt Ohlenstedt, Bilohe, Büttel, Haslah „Feldhof“ und Vorwohlde.

## Kultur und Sehenswürdigkeiten

### Grünflächen und Naherholung
Bedeutung über die Ortschaftsgrenze hinaus hat das Naherholungsgebiet an den Ohlenstedter Quellseen.

### Vereine
Ohlenstedt besitzt einen Sportverein, den VfL Ohlenstedt. Dieser hat eine Spielgemeinschaft mit Garlstedt.
Des Weiteren gibt es einen Bürgerverein und die Freiwillige Feuerwehr Ohlenstedt.

## Bildung
Ohlenstedt verfügt über einen Kinderspielkreis in städtischer Trägerschaft und einen Waldorfkindergarten.
Zahlreiche Bauernhöfe nehmen am Projekt „Lernort Bauernhof“ teil.

## Persönlichkeiten
- Marie Griesbach, verh. Marie Hundt, Dichterin, Revolutionärin und Bäuerin